# Augusta FitzClarence
Augusta FitzClarence (Teddington, 17 novembre 1803 – 8 dicembre 1865) era una figlia illegittima di Guglielmo IV del Regno Unito e della sua amante, l'attrice Dorothea Jordan.

## Biografia
Augusta nacque a Bushy House, come la quarta figlia di principe Guglielmo, duca di Clarence e della sua amante di lunga data, l'attrice Dorothea Jordan. Dorothea era l'attrice di maggior successo della sua epoca e ha continuato a recitare anche durante la loro relazione. Augusta aveva nove fratelli nati da questa relazione, quattro sorelle e cinque fratelli, tutti con il cognome FitzClarence. Nonostante le circostanze hanno impedito alla coppia di sposarsi, per venti anni Guglielmo e Dorothea vissero come una famiglia e si dedicarono alla crescita dei loro figli. Nel 1797, si sono trasferiti a Bushy House, fino al 1807.
Augusta scriverà più tardi alla figlia Wilhelmina che Bushy era "una casa felice e amata" fino a quando non "arrivò la fine" con il matrimonio di suo padre per la principessa Adelaide di Sassonia-Meiningen nel 1818. Guglielmo e Dorothea si separarono nel dicembre del 1811. A Dorothea è stato concesso £ 4,400 e il compito di prendersi cura delle loro figlie. Lasciò Bushy House nel gennaio 1812. Siccome il denaro non era sufficiente a coprire i suoi debiti, Dorothea continuò a calcare le scene dopo la sua partenza. Nel 1815, si trasferisce da Londra a Boulogne, in Francia, per eludere i suoi creditori. Il 5 luglio 1816 morì sua madre. 
La nuova moglie di Guglielmo, la principessa Adelaide, era dolce e amorevole con i bambini FitzClarence. Nel 1818, ad Augusta e ai suoi fratelli vennero concessi una pensione di £ 500. Nel 1819, il barone Franz Ludwig von Bibra, un tedesco con la conoscenza dei classici e dell'inglese, divenne tutor delle due giovani figlie FitzClarence. Nel giugno 1830, il Duca di Clarence successe a suo fratello Giorgio IV come Guglielmo IV. L'anno successivo, nominò il suo figlio maggiore George conte di Munster. Con l'ascesa al trono del padre, i FitzClarence iniziarono a frequentare spesso la corte, ma la loro presenza fece arrabbiare la duchessa di Kent, che riteneva che loro avevano una pessima influenza sulla figlia, la principessa Vittoria. Guglielmo amava i suoi figli.

## Matrimoni

### Primo Matrimonio
Sposò, il 5 luglio 1827, John Kennedy-Erskine (4 giugno 1802-16 marzo 1831), scudiero di Guglielmo IV nel 1830 e figlio di Archibald Kennedy, I marchese di Ailsa. Ebbero tre figli:
- William Henry Kennedy-Erskine (1 luglio 1828-15 settembre 1870), sposò Catherine Jones, ebbero tre figli;
- Wilhelmina Kennedy-Erskine (27 giugno 1830-9 ottobre 1906), sposò William Fitz-Clarence, II conte di Munster, ebbero nove figli;
- Millicent Anne Mary Erskine (1831-11 febbraio 1895), sposò James Erskine-Wemyss, ebbero cinque figli.

Augusta era un'amante della botanica e del cucito. John ereditò la tenuta del nonno materno di Dun, nel Forfarshire. 
Rimasta vedova, Augusta e i figli vivessero presso Railshead sul Tamigi.

### Secondo Matrimonio
Sposò, il 24 agosto 1836, Lord Frederick Gordon (15 agosto 1799-29 Settembre 1878), figlio di George Gordon, IX marchese di Huntly. Non ebbero figli.

## Morte
La loro residenza di Railshead era situata vicino ad una casa di proprietà da parte dei genitori di John, che erano arrabbiati per il suo secondo matrimonio e costrinsero Augusta e Frederick a lasciarla. Augusta si rivolse a suo padre per chiedere aiuto, e lui gli concesse i suoi appartamenti a Kensington Palace e la posizione di governante (sostituendo la sorella Sophia). Nel 1847, hanno intrapreso un viaggio di tre anni per il continente, visitando la Germania, Francia e l'Italia. 
Augusta morì l'8 dicembre 1865.

## Ascendenza
|                                                                              |                 |                                                                    | Genitori                                            |  |  | Nonni |  |  | Bisnonni                      |  |  | Trisnonni                                                         |  |
|                                                                              |                 |                                                                    |                                                     |  |  |       |  |  | Federico, principe del Galles |  |  | Giorgio II, re di Gran Bretagna e Irlanda ed elettore di Hannover |  |
|                                                                              |                 |                                                                    |                                                     |  |  |       |  |  | Federico, principe del Galles |  |  | Giorgio II, re di Gran Bretagna e Irlanda ed elettore di Hannover |  |
|                                                                              |                 | Carolina di Brandeburgo-Ansbach                                    |                                                     |  |  |       |  |  | Federico, principe del Galles |  |  |                                                                   |  |
| Giorgio III, re del Regno Unito di Gran Bretagna e Irlanda e re di Hannover  |                 |                                                                    |                                                     |  |  |       |  |  | Federico, principe del Galles |  |  |                                                                   |  |
|                                                                              |                 | Augusta di Sassonia-Gotha-Altenburg                                | Federico II, duca di Sassonia-Gotha-Altenburg       |  |  |       |  |  |                               |  |  |                                                                   |  |
|                                                                              |                 | Augusta di Sassonia-Gotha-Altenburg                                | Federico II, duca di Sassonia-Gotha-Altenburg       |  |  |       |  |  |                               |  |  |                                                                   |  |
|                                                                              |                 | Augusta di Sassonia-Gotha-Altenburg                                | Maddalena Augusta di Anhalt-Zerbst                  |  |  |       |  |  |                               |  |  |                                                                   |  |
| Guglielmo IV, re del Regno Unito di Gran Bretagna e Irlanda e re di Hannover |                 | Augusta di Sassonia-Gotha-Altenburg                                |                                                     |  |  |       |  |  |                               |  |  |                                                                   |  |
|                                                                              |                 | Carlo Ludovico Federico di Meclemburgo-Strelitz, principe di Mirow | Adolfo Federico II, duca di Meclemburgo-Strelitz    |  |  |       |  |  |                               |  |  |                                                                   |  |
|                                                                              |                 | Carlo Ludovico Federico di Meclemburgo-Strelitz, principe di Mirow | Adolfo Federico II, duca di Meclemburgo-Strelitz    |  |  |       |  |  |                               |  |  |                                                                   |  |
|                                                                              |                 | Carlo Ludovico Federico di Meclemburgo-Strelitz, principe di Mirow | Cristiana Emilia di Schwarzburg-Sondershausen       |  |  |       |  |  |                               |  |  |                                                                   |  |
| Carlotta di Meclemburgo-Strelitz                                             |                 | Carlo Ludovico Federico di Meclemburgo-Strelitz, principe di Mirow |                                                     |  |  |       |  |  |                               |  |  |                                                                   |  |
|                                                                              |                 | Elisabetta Albertina di Sassonia-Hildburghausen                    | Ernesto Federico I, duca di Sassonia-Hildburghausen |  |  |       |  |  |                               |  |  |                                                                   |  |
|                                                                              |                 | Elisabetta Albertina di Sassonia-Hildburghausen                    | Ernesto Federico I, duca di Sassonia-Hildburghausen |  |  |       |  |  |                               |  |  |                                                                   |  |
|                                                                              |                 | Elisabetta Albertina di Sassonia-Hildburghausen                    | Sofia Albertina di Erbach-Erbach                    |  |  |       |  |  |                               |  |  |                                                                   |  |
| lady Augusta FitzClarence                                                    |                 | Elisabetta Albertina di Sassonia-Hildburghausen                    |                                                     |  |  |       |  |  |                               |  |  |                                                                   |  |
|                                                                              | Nathaniel Bland | rev. James Bland                                                   |                                                     |  |  |       |  |  |                               |  |  |                                                                   |  |
|                                                                              | Nathaniel Bland | rev. James Bland                                                   |                                                     |  |  |       |  |  |                               |  |  |                                                                   |  |
|                                                                              | Nathaniel Bland | Lucy Brewster                                                      |                                                     |  |  |       |  |  |                               |  |  |                                                                   |  |
| Francis Bland                                                                | Nathaniel Bland |                                                                    |                                                     |  |  |       |  |  |                               |  |  |                                                                   |  |
|                                                                              |                 | Lucy Heaton                                                        | Francis Heaton                                      |  |  |       |  |  |                               |  |  |                                                                   |  |
|                                                                              |                 | Lucy Heaton                                                        | Francis Heaton                                      |  |  |       |  |  |                               |  |  |                                                                   |  |
|                                                                              |                 | Lucy Heaton                                                        | Elizabeth Curtis                                    |  |  |       |  |  |                               |  |  |                                                                   |  |
| Dorothea Jordan                                                              |                 | Lucy Heaton                                                        |                                                     |  |  |       |  |  |                               |  |  |                                                                   |  |
|                                                                              |                 | …                                                                  | …                                                   |  |  |       |  |  |                               |  |  |                                                                   |  |
|                                                                              |                 | …                                                                  | …                                                   |  |  |       |  |  |                               |  |  |                                                                   |  |
|                                                                              |                 | …                                                                  | …                                                   |  |  |       |  |  |                               |  |  |                                                                   |  |
| Grace Phillips                                                               |                 | …                                                                  |                                                     |  |  |       |  |  |                               |  |  |                                                                   |  |
|                                                                              |                 | …                                                                  | …                                                   |  |  |       |  |  |                               |  |  |                                                                   |  |
|                                                                              |                 | …                                                                  | …                                                   |  |  |       |  |  |                               |  |  |                                                                   |  |
|                                                                              |                 | …                                                                  | …                                                   |  |  |       |  |  |                               |  |  |                                                                   |  |
|                                                                              |                 | …                                                                  |                                                     |  |  |       |  |  |                               |  |  |                                                                   |  |